# (8229) Kozelsky
(8229) Kozelsky es un asteroide perteneciente al cinturón de asteroides, región del sistema solar que se encuentra entre las órbitas de Marte y Júpiter.
Fue descubierto el 28 de diciembre de 1996 por Marek Wolf y Lenka Šarounová desde el observatorio de Ondřejov.

## Designación y nombre
Designado provisionalmente como 1996 YU2, fue nombrado en honor a František Kozelský (1913-2004), un fabricante de telescopios checo conocido por su trabajo en colaboración con Vilém Gajdušek. Kozelský fabricó un conjunto de herramientas únicas de mecánica fina que permitieron a Gajdušek producir una serie de espejos para telescopios, lo que finalmente dio como resultado la producción de seis excelentes espejos de 0,6 m, dos de ellos utilizados actualmente en los observatorios Ondřejov y Kleť en telescopios dedicados a la observación de planetas menores. Kozelský también fabricó una serie de ocho telescopios refractores de 0,2 m, veinte telescopios reflectores de 0,3 m y varios coelostatos para pequeños observatorios en la República Checa y Eslovaquia.

## Características orbitales
Kozelsky está situado a una distancia media del Sol de 3,082 ua, pudiendo alejarse hasta 3,709 ua y acercarse hasta 2,455 ua. Su excentricidad es 0,203 y la inclinación orbital 13,609 grados. Emplea 1976,20 días en completar una órbita alrededor del Sol.
Los próximos acercamientos a la órbita de Júpiter ocurrirán el 27 de agosto de 2053, el 2 de septiembre de 2063 y el 10 de octubre de 2123.

## Características físicas
La magnitud absoluta de Kozelsky es 13,16. Tiene 13,324 km de diámetro y su albedo se estima en 0,099.